# São Bento de Pomares
São Bento de Pomares é uma antiga freguesia do Município de Évora, extinta a 1 de Novembro de 1946, estando anexa à freguesia de Torre de Coelheiros. Subsiste ainda, apesar de profanada e bastante arruinada, a sua igreja paroquial.